# Fryeella
Fryeella, monotipski rod crvenih algi iz porodice Fryeellaceae, dio reda Rhodymeniales. Jedina vrsta je morska alga F. gardneri uz pacifičku obalu Sjeverne Amerike; tipski lokalitet je Coupeville, kod otoka Whidby u američkoj državi Washington

## Sinonimi
- Fauchea gardneri Setchell 1901
- Rhodymenia gardneri (Setchell) Kylin 1925
- Fryeella gardneri var. prostrata E.Y.Dawson & Neushul 1966